# Инюшкин, Николай Михайлович
Никола́й Миха́йлович Иню́шкин (27 сентября 1936, Пенза, Самарская область — 10 апреля 2023) — советский и российский культуролог, эстетик, историк-краевед, журналист. Доктор философских наук, профессор (1991), заведующий кафедрой мировой и отечественной культуры Пензенского государственного педагогического университета им. В. Г. Белинского (с 1988). Автор ряда книг по истории и культуре Пензенского края, заместитель главного редактора «Пензенской энциклопедии».

## Происхождение и образование
Родился и вырос в Пензе в семье интеллигентов. Сын педагога и поэта-песенника Михаила Ивановича Инюшкина.
Окончил историко-филологический факультет Пензенского государственного педагогического института им. В. Г. Белинского (1959), Высшую партийную школу при ЦК КПСС (1965) и аспирантуру ГИТИСа (1972).

## Карьера
Работал старшим научным сотрудником лермонтовского музея-заповедника «Тарханы». В 1960—1977 годах работал на Пензенской студии телевидения. В 1966—1977 годах возглавлял главную редакцию общественно-политических программ.
С 1977 года — на преподавательской работе в Пензенском государственном педагогическом институте им. В. Г. Белинского. С 1988 года — заведующий кафедрой мировой и отечественной культуры института.

## Научная деятельность
Инюшкин является автором 13 монографий, 10 учебно-методических пособий, свыше 150 научных статей, ряда книг, сценариев фильмов и пьес об истории и культуре Пензенской области, заместителем главного редактора «Пензенской энциклопедии», инициатором создания и автором проекта «Пензенская видеоэнциклопедия. XX век» (с 1995), автором комплексной программы «От культуры края — к культуре мира», осуществляемой в Пензенской области, одним из авторов энциклопедий музея-заповедника «Тарханы» и ПГПУ им. В. Г. Белинского.

## Общественная деятельность
В 1990 году избран председателем правления Пензенского областного отделения Советского фонда культуры.
В 1996 году избран председателем совета Лермонтовского гуманитарного фонда «Тарханы».
Жил в Пензе.
Скончался 10 апреля 2023 года.

## Награды
- Почётный знак Губернатора Пензенской области «Во славу земли Пензенской».
- Памятный знак «За заслуги в развитии города Пензы» (2012)[2].